# کارلسروهه (داکوتای شمالی)
کارلسروهه(به انگلیسی: Karlsruhe) شهری در ایالت داکوتای شمالی کشور ایالات متحده آمریکا است که جمعیت آن در سرشماری سال ۲۰۱۰ میلادی، ۸۲ نفر بوده‌است.